# Франция на летних Олимпийских играх 1960
Франция принимала участие в Летних Олимпийских играх 1960 года в Риме (Италия) в четырнадцатый раз за свою историю, и завоевала две серебряные и три бронзовые медали. Сборную страны составляло 238 спортсменов (210 мужчин, 28 женщин).

## Медалисты
| Медаль  | Спортсмен                                                | Вид спорта           | Дисциплина                              |
| ------- | -------------------------------------------------------- | -------------------- | --------------------------------------- |
| Серебро | Мишель Жази                                              | Лёгкая атлетика      | Мужчины, 1500 м                         |
| Серебро | Робер Дюмонтуа Жан Клэн Клод Мартен Жак Морель Ги Носбом | Академическая гребля | Мужчины, четвёрки распашные с рулевым   |
| Бронза  | Абдуллайе Сей                                            | Лёгкая атлетика      | Мужчины, 200 м                          |
| Бронза  | Ги Лефран Жак Ле Гофф Жан Ле Руа                         | Конный спорт         | Троеборье, командное первенство         |
| Бронза  | Рене Ширмейер                                            | Борьба               | Мужчины, греко-римская борьба, до 73 кг |